# Viemosestenen
Viemosestenen er en stor helleristningssten i Viemose Skov på Sydsjælland. Stenen ligger i vejkanten og indeholder mindst 90 skåltegn. Skåltegn kendes først og fremmest fra bronzealderen. Blandt arkæologer er der bred enighed om, at skåltegn, som andre helleristninger, ikke er graffiti, men er religiøst betingede.
Skåltegn findes i stort antal i Sydsjælland og på Møn. Det er sjældent, at de ikke findes på sten fra dysser og jættestuer, og ofte findes de også på enkeltsten i landskabet, ligesom Viemosestenen. Den almindelige fortolkning af skåltegnene er, at de symboliserer det kvindelige skød og dermed frugtbarhed.
Datering: 1.700-500 f. kr.
|  | Denne artikel om lokaliteten Viemosestenen kan blive bedre, hvis der indsættes et (bedre) billede. Du kan hjælpe ved at afsøge Wikimedia Commons for et passende billede eller lægge et op på Wikimedia Commons med en af de tilladte licenser og indsætte det i artiklen. |

55°0′38.43″N 12°9′35.29″Ø / 55.0106750°N 12.1598028°Ø